# Miles Macdonell

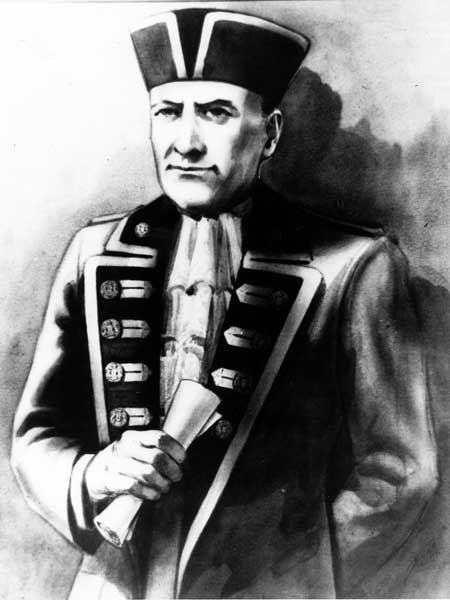
Miles Macdonell

Miles Macdonell (* um 1767 in Inverness-shire, Schottland; † 28. Juni 1828 in Pointe-Fortune, Niederkanada) war britischer Offizier und Kolonialverwalter im heutigen Kanada. Er war der erste Gouverneur (1811–1815) von Assiniboia in der Red-River-Kolonie für die Hudson’s Bay Company (HBC).

## Jugend und Niederlassung in Kanada
1773 emigrierte Macdonells Familie nach Nordamerika und ließ sich in Caughnawaga am Mohawk River bei New York nieder. Bei Ausbruch des Amerikanischen Unabhängigkeitskriegs floh die Familie nach Norden und Macdonells Vater kämpfte für die britische Krone. 1783 ließ sich die Familie in St Andrews im damaligen Stormont County, Ontario nieder.
Macdonell zeigte früh militärische Ambitionen und war ab 1782 Kadett beim King’s Royal Regiment of New York bis zu dessen Auflösung 1784. Danach verliert sich seine Spur, er kehrte wahrscheinlich nach Schottland zurück und heiratete da Isabella McDonell of Morar. 1791 jedenfalls ließ er sich als Farmer mit seiner Frau in Osnabruck Township, Oberkanada nieder.

## Ehen und gescheiterte militärische Karriere
1794 starb Macdonells erste Frau und hinterließ ihm zwei Söhne und zwei Töchter; er schloss sich danach als Leutnant dem Royal Canadian Volunteer Regiment an und wurde 1796 zum Captain befördert. 1798 heiratete er erneut, doch seine zweite Frau, Catherine McDonell of Collachie, starb nur ein Jahr später kinderlos. Nach der Auflösung seines Regiments kehrte er auf seine Farm zurück und heiratete Nancy Macdonell. Obwohl er seine Farm wirtschaftlich zu führen versuchte, suchte er weiter nach militärischen Positionen, da er sich hier ein besseres Auskommen erhoffte.

## Hudson’s Bay Company
Nach verschiedenen Bewerbungen um militärische Positionen ernannte man ihn 1811 zum Gouverneur von Assiniboia, einem Verwaltungsamt in der Red-River-Kolonie, einem Projekt Lord Selkirks innerhalb der HBC. Dies brachte ihm viel Kritik in der Verwandtschaft ein, die der Konkurrentin North West Company (NWC) nahestand. Doch der Posten versprach ihm ein geregeltes Einkommen und die Tilgung seiner zwischenzeitlich aufgehäuften Schulden, und Selkirk, den Macdonell bereits 1804 kennengelernt hatte, hielt große Stücke auf ihn.

## Pemmikan-Krieg
Macdonell wurde inmitten die Auseinandersetzung zwischen der wirtschaftlichen angeschlagenen HBC, und ihrer neuen Konkurrentin NWC geworfen, dem Pemmikan-Krieg. Die HBC wollte die kostspielige Versorgung ihrer Expeditionen aus Europa durch eine logistisch günstigere Versorgung vor Ort ersetzen, und gleichzeitig der NWC ihre Versorgungsbasis abschneiden, die sich in der nördlichen Prairie bei den Métis für ihre jährlichen Unternehmungen ausrüstete. Das 300.000 km² große Gebiet war offiziell Teil des Fellhandelsmonopols von Ruperts Land der HBC, doch Fell wurde von der NWC hier nicht gehandelt, sondern eben nur Expeditionen ausgerüstet.
Nachdem Macdonell im Herbst 1812 erste Siedler in die neue Kolonie gebracht hatte, wurde bald klar, dass an Selbstversorgung vorerst nicht zu denken war. Im Januar 1814 erließ er deshalb die Pemmican Proclamation, die die Ausfuhr von Versorgungsgütern jeglicher Art aus der gesamten Red-River-Kolonie verbot, und damit die Ausrüstung von Expeditionen der NWC; für letztere war das eine offene Kriegserklärung. Es folgten erste Beschlagnahmungen von Pemmikan, die für Métis und NWC nicht mehr und nicht weniger als Raubdiebstahl waren, und mit Plünderungen bei den neuen Kolonisten beantwortet wurden. Die NWC versuchte zudem, die Siedler zur Umsiedlung ins östliche Kanada zu drängen, dem 40 Familien im Frühjahr 1815 auch nachgaben.
Am 17. Juni 1815 schließlich ergab sich Macdonell der NWC gegen das Versprechen, die verbliebenen Siedler nicht anzugreifen. Er wurde nach Montreal gebrachte um wegen Pemmikan-Diebstahl angeklagt zu werden, was dann allerdings nicht umgesetzt wurde. Die Auseinandersetzungen in der Kolonie endeten nicht mit Macdonells Auslieferung, er selbst kehrte jedoch nicht mehr in den Westen zurück. Bereits im April hatte man Macdonells Nachfolger Robert Semple ernannt, er traf aber erst im Herbst mit einer Gruppe Neusiedler aus Schottland ein. Doch auch dieser sollte das Blatt nicht wenden können, bereits im Sommer 1816 kam er in der Schlacht von Seven Oaks ums Leben.

## Zurück in den Kanadas
Macdonell zog sich nach Oberkanada auf seine Farm im Osnabruck Township zurück, wo er vergeblich versuchte, ihm seiner Meinung nach zustehende Gegenleistungen für das Amt in Assiniboia einzufordern. Er sollte für den Rest seines Lebens verschuldet bleiben. Von den 4 Jahren als Gouverneur scheint er sich nie richtig erholt zu haben und war wohl vor allem psychisch stark belastet. Zuletzt zog er auf die Farm seines Bruders nach Pointe-Fortune in Niederkanada, wo er 1828 schließlich starb.